# ایستاشاتا (فلوریدا)
ایستاشاتا (به انگلیسی: Istachatta) یک منطقهٔ مسکونی در ایالات متحده آمریکا است که در شهرستان هرناندو، فلوریدا واقع شده‌است. ایستاشاتا ۰٫۹۱ کیلومتر مربع مساحت و ۱۱۶ نفر جمعیت دارد و ۱۸ متر بالاتر از سطح دریا قرار دارد.